# Propriá
Propriá est une municipalité brésilienne située dans l'État du Sergipe.